# 上毛野小熊
上毛野 小熊（かみつけの の おくま、生没年不詳）は、古墳時代の豪族。姓は君。上毛野君小熊とも。

## 概要
笠原使主と同族の小杵が武蔵国造の地位を争った際、小熊は小杵を援助したが小杵は誅殺され、大和朝廷の支持を得た使主が武蔵国造の地位についた。その後、小熊がどうなったのかは不明であるが、緑野屯倉設置の記事と乱の懲罰との関係が指摘されている。